# Noria (band)
Noria is een nederpop- en kleinkunstgroep uit België.

## Biografie
Noria werd opgericht in het jaar 2000 door 4 muzikale vrienden uit Dendermonde.
De eerste jaren hield Noria zich vooral bezig met het coveren van bestaande nummers en speelde vooral op kleinere podia en festivals. De jaren daaropvolgend ging de groep meer en meer op zoek naar een eigen weg, met eigen nummers onder de noemer nederpop en kleinkunst.
Noria is vooral uniek in haar genre doordat de nadruk ligt op de meerstemmigheid.
In 2006 ging hun eerste theaterconcert in première. Het ging door in cultuurcentrum Belgica en kreeg de titel 'Arghe Winter' mee. De groep werd voor dit uniek gebeuren ondersteund door een ritme- en blazerssectie.
In 2007 sleepte Noria tijdens de wedstrijd "Van rap tot klassiek" zowel de publieks- als juryprijs in de wacht. Ook werd aan Noria gevraagd om mee te werken aan de pilootaflevering van het VRT- programma De Provincieshow.
Met een herwerkte versie van "De eerste sneeuw" schopte Noria het in 2009 tot de laatste 40 kandidaten om deel te nemen aan het tv-programma Zo is er maar één. Noria behaalde dat jaar ook de 2de plaats in de halve finale van Dranouterrally XL.
Sinds 2011 is Noria uitgebreid met drummer en bassist. Noria werd uit 188 groepen geselecteerd tot de laatste 36 voor het provinciaal concours Oost.Best! en werd ook geselecteerd voor de halve finales van de Nekka-wedstrijd.
Noria stond zowel in 2010, 2011 als 2012 op het Luisterplein tijdens de Gentse Feesten.

## Groepsleden
- Sara D'Hondt - zang, melodica, klokkenspel
- Irjen Cremers - zang
- Klaas Geldof - zang, gitaar
- Bart Van Lijsebetten - zang, piano, mondharmonica
- Tom Lintacker - bas
- Johan De Letter - drums

## Discografie
- Zoomaar Op De Wolken (2011)
- Eindeloos Verhaal (2010)
- Sara Van Gogh (2010)
- Mijn Verborgen Droom (2010)
- Wind Der Wanhoop (2009)
- Picknick Op De Maan (2009)
- De Koning van Castilië (2007)
- Die Liefste Creatuur (2006)
- Klaaglied (2006)
- Adieu Schoon Zoetelief (2006)
- Arghe Winter (2005)